# Guldkværnen
Guldkværnen er en dansk stumfilm fra 1916 med ukendt instruktør.

## Handling
Folkekomedie, der i sine hundrede optrin fortæller om Mary Jervis´ mærkelige skæbne - den gamle gniers datter, der trods rigdommen bevarede sit ædle hjerte.

## Medvirkende
- Luzzy Werren
- Elith Pio